# Estádio dos Coqueiros
O Estádio dos Coqueiros é um estádio multiuso localizado em Luanda, Angola. Atualmente é usado principalmente para jogos de futebol e é o lar do Benfica de Luanda e Kabuscorp.
O estádio abriga até 12.000 pessoas e foi construído durante o período colonial, em 1947. Ele passou por grandes obras de renovação em 2005.